# Marburger Ionenstrahl-Therapiezentrum

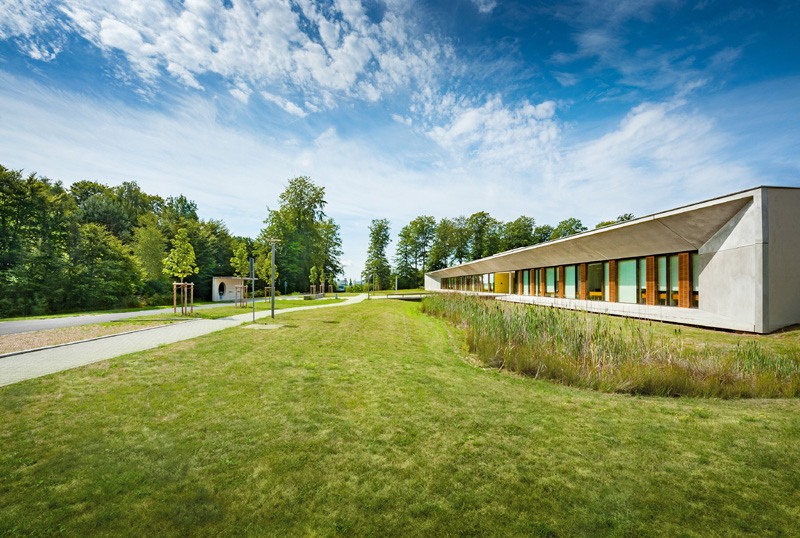
Außenansicht des MIT Gebäudes

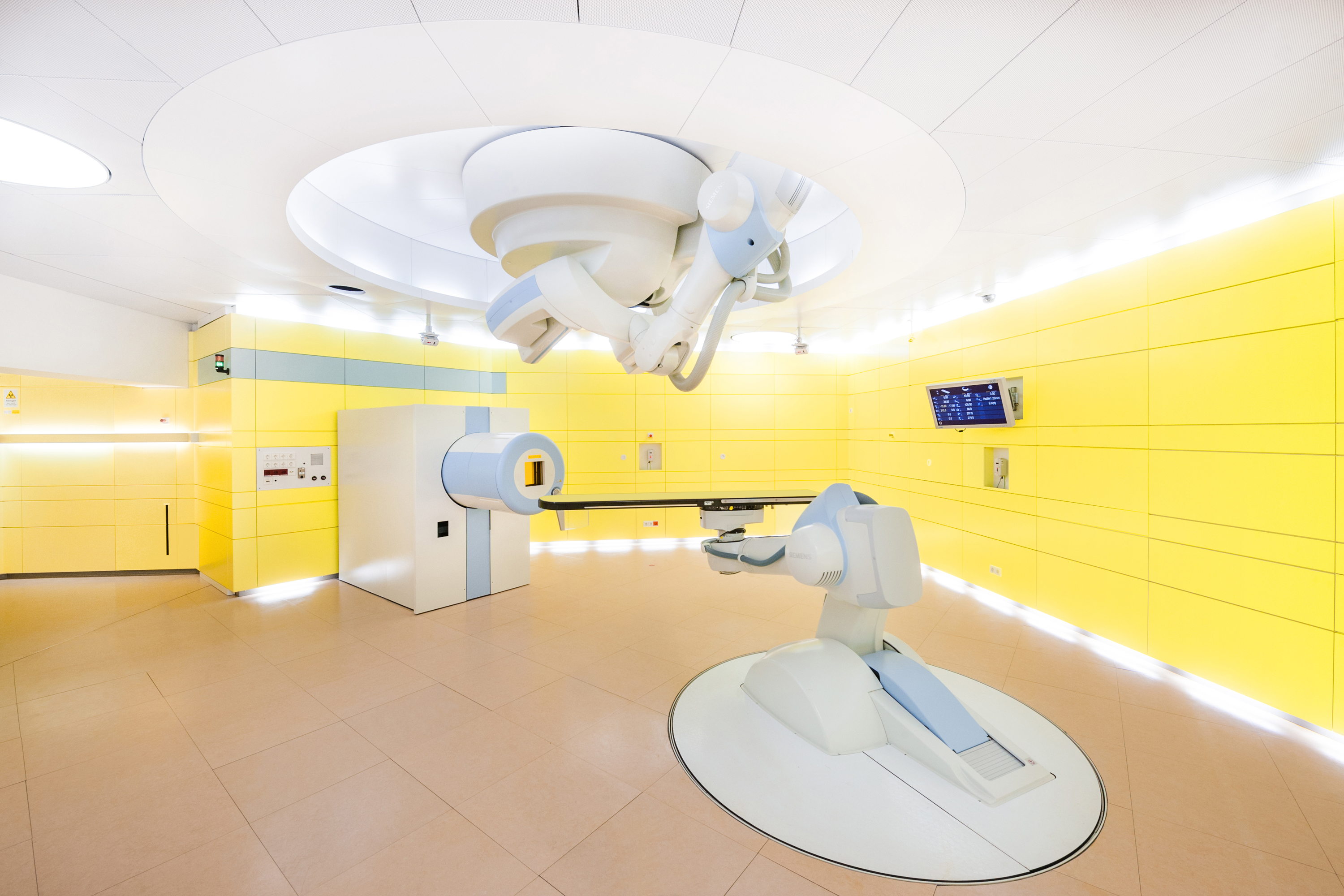
MIT-Behandlungsraum

Das Marburger Ionenstrahl-Therapiezentrum (MIT) ist eine Synchrotron-Anlage zur Strahlentherapie von Krebspatienten mit beschleunigten Teilchen: Partikeltherapie. Die Partikeltherapie arbeitet mit Protonen oder Kohlenstoff-12-Ionen (Schwerionentherapie).
Das MIT hat im Oktober 2015 den Betrieb zur Behandlung von Patienten aufgenommen. Träger des MIT ist die Rhön-Klinikum AG, die u. a. auch das Universitätsklinikum Gießen und Marburg betreibt. Ursprünglich wurde das MIT von dem Universitätsklinikum Heidelberg gemeinsam mit der Rhön-Klinikum AG betrieben. Seit 2019 ist die Rhön-Klinikum AG die alleinige Trägerin des MIT.

## Geschichte
Das MIT ist in Deutschland die zweite Schwerionentherapie-Anlage. Weltweit gibt es elf Ionenstrahltherapiezentren (Stand 2018). Das MIT wurde – basierend auf Grundlagenforschung, Design und klinischer Testerprobung bei der Gesellschaft für Schwerionenforschung Darmstadt (GSI) – von der Rhön-Klinikum AG (RKA) gemeinsam mit Siemens Medical Solutions geplant und auf dem Gelände des Universitätsklinikums Marburg gebaut, nachdem RKA das Klinikum vom Land Hessen 2006 erworben hatte. Die Baukosten wurden ausschließlich aus Mitteln der Rhön-Klinikum AG aufgebracht und waren Teil der Vereinbarung mit dem Land Hessen aus dem Jahr 2006. Die Rhön-Klinikum AG, die Siemens AG, die Karl-Ruprecht-Universität Heidelberg, das Land Hessen und die Philipps-Universität Marburg gründeten eine gemeinsame Betriebsgesellschaft „Marburger Ionentherapiezentrum GmbH – MIT GmbH“. Der Patientenbetrieb begann im Oktober 2015.
Ein Insolvenzantrag der MIT GmbH vom September 2018 konnte abgewendet werden, nachdem die Rhön-Klinikum AG 75,1 Prozent vom Universitätsklinikum Heidelberg aufgekauft hat. Seit 1. August 2019 ist die Rhön-Klinikum AG Alleingesellschafterin des MIT.

## Wirkung und Therapie
Die Strahlentherapie ist wesentlicher Bestandteil der Krebsbehandlung. Seit Jahrzehnten werden Tumorpatienten mit hochenergetischen Röntgenstrahlen (Photonenstrahlen) behandelt. Auch das den zu behandelnden Tumor umgebende gesunde Gewebe wird dabei zwangsläufig mit einer gewissen Dosis belastet; dies kann zu unerwünschten Nebenwirkungen führen. Die moderne Partikeltherapie kann aufgrund bestimmter physikalischer und biologischer Effekte das gesunde Gewebe deutlich besser schonen. Bei der Partikeltherapie durchstrahlen die Teilchen das vor dem Tumor liegende gesunde Gewebe fast ohne Energieabgabe. Erst nahe dem Ende ihrer Bahn geben sie schlagartig fast ihre gesamte Energie in einem nur wenige Millimeter tiefen Bereich, dem sogenannten Bragg-Peak, ab. In welcher Gewebetiefe dieser Bragg-Peak lokalisiert ist, kann über die Vorbeschleunigung der Teilchen beeinflusst werden. Ein Tumor wird dabei durch viele überlagerte Bragg-Peaks unterschiedlicher Energieschichten dreidimensional erfasst und hochpräzise nach einem Rasterscan-Verfahren bestrahlt. Dabei werden im Tumor sehr hohe Dosierungen erreicht, die zum Absterben der Tumorzellen führen.
Die Partikelstrahlung ist geeignet für sonst strahlenunempfindliche Tumoren, die mit der konventionellen Strahlentherapie nur unzureichend behandelt werden können. Außerdem eignet sich die Partikeltherapie bei Tumoren, die von hoch strahlenempfindlichem Gewebe wie Auge, Sehnerv oder Darm umgeben sind.
Bei Erwachsenen kann die Partikeltherapie erfolgreich bei Tumoren des zentralen Nervensystems, der Schädelbasis, der Nasennebenhöhlen, der Speicheldrüsen, der Prostata, der Bauchspeicheldrüse und verschiedenen Tumoren im HNO-Bereich angewandt werden. Auch bei lokal begrenzten, strahlenresistenten Tumoren wie zum Beispiel Sarkomen, die auf andere Therapiekonzepte nicht ansprechen, kann die Partikeltherapie indiziert sein.
Kinder haben im Therapiekonzept eine Sonderrolle. Da ihr gesundes, im Wachstum befindliches Gewebe sehr empfindlich auf die klassische Röntgenbestrahlung reagiert, werden in Deutschland in der pädiatrischen Onkologie Kinder und Jugendliche in multimodalen Therapiestudien – mit Einschluss der Partikelstrahlen – behandelt.
Je nach Indikation und Therapieplan wird die Partikeltherapie allein oder in Kombination mit Medikamenten wie auch mit der konventionellen Strahlentherapie (Röntgenstrahlen) eingesetzt. Bei Letzteren können die Tumorzellen in einem „Boost“ genannten Verfahren in bis zu zehn Bestrahlungssitzungen mit Partikelstrahlen vorgeschädigt und dann in weiteren Bestrahlungssitzungen mit klassischer Röntgenbestrahlung weiter zerstört werden.

## Bestrahlungstechnik
Eine Beschleunigeranlage erzeugt mit einem technisch und physikalisch aufwändigen Verfahren den Teilchenstrahl. Die Ionen werden aus Wasserstoffgas (Protonen) oder Kohlendioxidgas (Kohlenstoffionen) erzeugt. Auf einer kurzen geraden Beschleunigungsstrecke nehmen sie eine Geschwindigkeit von zehn Prozent der Lichtgeschwindigkeit auf, werden dann in einen Kreisbeschleuniger (Synchrotron) geführt und dort weiter bis auf rund 75 Prozent der Lichtgeschwindigkeit beschleunigt. Die Teilchen werden aus dem Beschleunigerring ausgekoppelt, durch Magnetfelder zum Behandlungsraum „gelenkt“, verlassen im Behandlungsraum das Hochvakuum des Beschleunigersystems und gelangen nach einer kurzen Luftstrecke in das menschliche Gewebe. Am MIT gibt es vier Behandlungsräume. In dreien tritt der Teilchenstrahl horizontal in den Raum, im vierten kommt der Strahl von oben und hat gegenüber der Patientenliege eine Neigung von 45 Grad, um auch kompliziertere Bestrahlungsgeometrien zu ermöglichen.

## Betrieb und Nutzung
Im Oktober 2015 hat das MIT seinen Patientenbetrieb aufgenommen. Dem ging rund ein Jahr der technischen Planung und Absicherung der Prozesse voraus. Zur technischen Belegschaft zählen rund 35 Mitarbeiter für Beschleuniger- und Bestrahlungstechnik, Medizinphysik, Informationstechnologie und Qualitätsmanagement.

## Gebäude
Das Marburger Ionenstrahl-Therapiezentrum befindet sich in einem Waldstück neben der Universitätsklinikum Gießen und Marburg GmbH (UKGM) auf den Marburger Lahnbergen. Auf rund 24.000 Quadratmetern beherbergt das Gebäude neben einer Bürozeile für Ärzte und Techniker den Patienten- und Vorbereitungsbereich, vier Bestrahlungsplätze sowie in einer großen Halle das Synchrotron. Gebäude und Innenarchitektur sollen für Beschäftigte und Patienten eine angenehme Atmosphäre erzeugen. Dafür erhielt das Gebäude des Stuttgarter Hammeskrause Architekten im Jahr 2013 die Auszeichnung „Herausragende Gesundheitsbauten 2013“.